# Vigyél a holdra
A Vigyél a holdra (eredeti cím: Fly Me to the Moon) 2024-ben bemutatott amerikai romantikus filmvígjáték, amelyet Greg Berlanti rendezett. A főbb szerepekben Scarlett Johansson, Channing Tatum, Jim Rash, Anna Garcia és Donald Elise Watkins láthatók.
A filmet Amerikában 2024. július 12-én a Columbia Pictures, míg Magyarországon egy nappal korábban, július 11-én mutatták be a mozikban az InterCom Zrt. forgalmazásában.

## Cselekmény
Az 1960-as években az Amerikai Egyesült Államok és a Szovjetunió közötti űrverseny során románc alakul ki az Apollo–11 indításáért felelős NASA-igazgató és egy hamis Holdra szállás megrendezésére felkért marketingszakember között.

## Szereplők
| Szereplő             | Színész              | Magyar hang      |
| -------------------- | -------------------- | ---------------- |
| Kelly Jones / Winnie | Scarlett Johansson   | Csondor Kata     |
| Cole Davis           | Channing Tatum       | Nagy Ervin       |
| Lance Vespertine     | Jim Rash             | Seder Gábor      |
| Henry Smalls         | Ray Romano           | Márton András    |
| Moe Berkus           | Woody Harrelson      | Stohl András     |
| Ruby Martin          | Anna Garcia          | Csuja Fanni      |
| Stu Bryce            | Donald Elise Watkins | Penke Bence      |
| Don Harper           | Noah Robbins         | Bíró Kristóf     |
| Buzz Aldrin          | Colin Woodell        | Ágoston Péter    |
| Michael Collins      | Christian Zuber      | Kenéz Ágoston    |
| Neil Armstrong       | Nick Dillenburg      | Czető Roland     |
| Walter sajtóügynök   | Christian Clemenson  | Berzsenyi Zoltán |
| Hopp szenátor        | Gene Jones           | Harsányi Gábor   |
| Vanning szenátor     | Joe Chrest           | Hirtling István  |
| Jolene Vanning       | Stephanie Kurtzuba   | Nádasi Veronika  |
| Cook szenátor        | Colin Jost           | Renácz Zoltán    |
| Hedges szenátor      | Victor Garber        |                  |
| Chuck Meadows        | Peter Jacobson       | Háda János       |

### Magyar változat
- Magyar szöveg: Tóth Tamás
- Hangmérnök: Gábor Dániel
- Vágó: Sári-Szemerédi Gabriella
- Gyártásvezető: Cabello-Colini Borbála
- Szinkronrendező: Dóczi Orsolya
- Produkciós vezető: Hagen Péter

A szinkront a Mafilm Audio Kft. készítette.

## A film készítése
2022 márciusában az Apple Studios bejelentette, hogy több mint 100 millió dollárért megvásárolta az űrverseny hátterében játszódó, akkor még Project Artemis címet viselő film elkészítésének jogait. Scarlett Johanssont és Chris Evanst is bejelentették, mint a film főszereplőit, a rendező pedig Jason Bateman lesz. Májusban Bateman azt mondta, hogy a Project Artemis munkacím valószínűleg változni fog. A következő hónapban kreatív nézeteltérésekre hivatkozva kilépett a projektből és Greg Berlanti váltotta. Az új rendező keresése és Berlanti elérhetősége megváltoztatta a forgatási ütemtervet, így Evans is kénytelen volt kiszállni. Júliusban Channing Tatummal kezdtek tárgyalásokat a helyére. Szeptemberben Jim Rash csatlakozott a szereplőgárdához. Ray Romano, Anna Garcia és Woody Harrelson a következő hónapokban csatlakozott a stábhoz.
A forgatás 2022. október 27-én kezdődött Atlantában. 2024 áprilisában kiderült, hogy a film új címe Vigyél a holdra lett.